# Återetableringsstöd
Återetableringsstöd är ett bidrag från svenska staten till personer som fått avslag på sin asylansökan och personer med uppehållstillstånd som självmant beslutar sig för att återvända till sitt gamla hemland.
Bidraget inrättades den 1 augusti 2007. Enbart personer som sannolikt kommer tas emot i landet kan erhålla bidraget. Det krävs också att förutsättningarna för att etablera sig i landet man återvänder till är mycket begränsade på grund av svåra motsättningar. Som exempel på sådana länder nämner Migrationsverket Gazaremsan, Somalia, Afghanistan och Irak..
Belopp kan sökas med 15 000 kronor per barn, 30 000 kronor per vuxen och maximalt 75 000 kronor per familj. Stödet administreras av Migrationsverket som informerar närmare på sin webbplats .